# Casa Escatllar
La Casa Escatllar és una obra de Girona inclosa a l'Inventari del Patrimoni Arquitectònic de Catalunya.

## Descripció
És un conjunt de cases per treballadors estructurades entre mitgeres. Cada mòdul presenta dos habitatges, una a la planta baixa i l'altre a la planta pis. Les façanes són arrebossades i la coberta és de teula àrab a dues vessants. A la planta baixa hi ha reixes de forja de caràcter més noucentistes.